# 德为能
德为能（法語：Alexandre-Joseph-Charles Derouineau, M.E.P.；1898年1月15日—1973年9月30日），天主教昆明总教区总主教（1943年-1973年），法国巴黎外方传教会会士。
1898年1月15日，德为能出生在法国昂热教区Blaison。1921年（22岁）入巴黎外方传教会。1923年12月22日，25岁在巴黎晋升神甫。赴中國传教。1943年12月8日（38岁）由教廷任命为雲南府代牧，领Bida 主教衔 。1944年3月19日，由贵阳教区藍士謙主教、重庆教区尚惟善主教、安龙教区賈祿主教祝圣 。1946年4月11日，罗马教廷建立中国圣统制，德为能任昆明总教区总主教。
1973年9月30日，德为能主教在法国昂热教区Gohier去世，年75岁。